# Лисов, Никита Сергеевич
Никита Сергеевич Лисов (род. 23 мая 1994, Запорожье, Украина) — российский хоккеист, защитник клуба КХЛ
«Лада».
Родился в украинском Запорожье, с 2003 года играет в московском ЦСКА. В сезонах 2011/12 — 2013/14 играл в МХЛ за «Красную Армию». В январе 2014 года был обменян на Фёдора Белякова в «Нефтехимик» Нижнекамск, в составе которого дебютировал в КХЛ. В апреле подписал двухлетний контракт, но уже в мае был обменян обратно на Белякова. Подписал также двухлетний контракт, но в сентябре вместе с вратарём Ильёй Проскуряковым перешёл во владивостокский «Адмирал», из которого вернулся Михаил Науменков. Перед сезоном 2016/17 подписал двухлетний контракт с омским «Авангардом» в обмен на Максима Казакова. 27 декабря 2017 перешёл в «Сочи» в обмен на Илью Хохлова и Вадима Щеголькова. 20 августа 2018 года контракт был расторгнут по соглашению сторон. 4 декабря Лисов подписал двусторонний контракт на один сезон с хабаровским «Амуром». Сыграл за команду в КХЛ только одну игру — на следующий день в гостевом матче с «Локомотивом» (0:3) провёл 1 минуту 44 секунды. Выступал в ВХЛ за «Рубин» Тюмень, затем — за «Торпедо-Горький» НН (2019/20), «Динамо» СПб (2020/21). Перед сезоном 2021/22 перешёл в СКА.
Участник юниорского чемпионата мира 2012 года.
В июне 2022 года перешёл в подольский «Витязь».